# Blanche des Honnelles
Blanche des Honnelles is een Belgisch witbier van hoge gisting.
Het bier wordt sinds 1991 gebrouwen in Brasserie de l'Abbaye des Rocs te Montignies-sur-Roc.
Het is een blond troebel bier met een alcoholpercentage van 6% (16° Plato).